# Gaio Rubellio Blando
Gaio Rubellio Blando (in latino: Gaius Rubellius Blandus; 25 a.C. circa – poco dopo il 38) è stato un magistrato romano, console dell'Impero romano e affiliato alla dinastia giulio-claudia.

## Biografia

### Origini familiari
Rampollo di una famiglia equestre originaria di Tibur, il nonno di Rubellio, Lucio Rubellio Blando, era divenuto famoso per essere stato il primo cavaliere ad adottare la professione di insegnante di retorica, forse in seguito ad alcune difficoltà in epoca triumvirale; fratello di questo era verosimilmente Gaio Rubellio, erede dell'imprenditore Quinto Turio che Cicerone raccomandò ai buoni uffici del governatore di Africa Vetus Quinto Cornificio insieme ad altri cinque illustri membri del ceto equestre, e che dovette lasciare una profonda impronta nella provincia africana, dove nella valle superiore del Bagradas è attestato ancora tra II e III secolo un saltus Blandianus.
Padre di Rubellio era l'omonimo proconsole della provincia di Creta e Cirene, che evidentemente dovette concludere il suo cursus honorum con la pretura e il relativo proconsolato sotto Augusto. Questo Gaio Rubellio Blando dovette con ogni probabilità sposare una Sergia, verosimilmente figlia del patrizio Lucio Sergio Plauto, attestato come membro dei Salii Palatini (e forse anche praetor peregrinus nel 2, sebbene questo sia più probabilmente un fratello di Sergia, figlio di Plauto). Fratello o figlio di un fratello di Rubellio sembra fosse Lucio Rubellio Gemino, console ordinario nel 29. Il matrimonio con l'antica gens Sergia forniva importanti connessioni: una sorella omonima di Sergia sposò un altrimenti ignoto Ottavio Lenate, col quale generò il console suffetto del 33 Gaio Ottavio Lenate, homo novus originario di Marruvium e quindi cugino di Rubellio; Lenate non solo sostituì immediatamente dopo la fine del suo consolato il suicida Marco Cocceio Nerva, giurista e amico di Tiberio, come curator aquarum ma diede sua figlia, Sergia Plautilla, in sposa al figlio di Nerva, dai quali venne alla luce il futuro imperatore Nerva.

### Carriera
La prima menzione della carriera politica di Rubellio è con ogni probabilità su serie di quadranti di difficile datazione: Rubellio, insieme ad ignoti Publio Betilieno, Gaio Nevio Capella e Lucio Valerio Catullo, fu triumvir monetalis in un inconsueto collegio di quattro magistrati, emittenti probabilmente nel 4-2 a.C. Successivamente, Rubellio dovette entrare nelle grazie di Augusto, che lo nominò tra i questori di propria esclusiva competenza attorno al 2. Dopo aver assunto anche il tribunato della plebe, è ipotizzabile ma non dimostrabile che Rubellio, prima o dopo la pretura, abbia accompagnato Tiberio nelle sue campagne germaniche e/o dalmato-pannoniche tra 4 e 12. Altro segno della vicinanza di Rubellio alla casa imperiale è la sua cooptazione a pontifex, rara per una persona della sua estrazione, negli anni subito precedenti al 18.
Rubellio fu poi promosso al consolato, che ricoprì come suffetto dall'agosto al dicembre del 18 insieme all'altrettanto homo novus Marco Vipstano Gallo, sostituendo la coppia consolare composta da Livineio Regolo e il principe Germanico, impegnato in Oriente: alcune teorie più recenti, basate su riesami di epigrafi note e nuovi ritrovamenti, hanno però ipotizzato che l'originario collega di Rubellio nell'agosto del 18 fosse Gaio Annio Pollione, che, per motivi ignoti, sembra aver abdicato alla carica alla fine di settembre ed essere stato sostituito da Gallo a inizio ottobre.
Negli anni successivi al consolato, Rubellio si distinse come oratore di una certa importanza, anche se non primaria: nel 20 egli propose e ottenne una dura pena di aquae et ignis interdictio per Emilia Lepida, moglie divorziata di Publio Sulpicio Quirinio console nel 12 a.C., mentre nel successivo 21 fu l'unico consolare, insieme a Marco Emilio Lepido, a sostenere l'assoluzione - riscuotendo l'approvazione tardiva di Tiberio - per l'incauto cavaliere Clutorio Prisco, colpevole di aver recitato in privato un lamento funebre già composto in vista della morte, poi scampata, di Druso minore e poi condannato a morte.
In seguito, Rubellio passò una decina d'anni nell'anonimato, sposato verosimilmente con una donna ignota, e forse coltivando la filosofia (sulla scia del nonno Lucio Sergio Plauto, autore di testi sulle dottrine degli Stoici) e l'oratoria (sui passi del nonno retore). Questa lontananza dalle faide e dal centro del potere politico, come forse anche antiche obbligazioni morali di famiglia, lo promosse agli occhi di Tiberio: il princeps, con un gesto secondo Tacito (forse esagerando nelle sue ipotizzabili stilettate alla vetusta aristocrazia italica di Nerva, ai suoi tempi in totale declino) deplorato dal popolo per l'origine equestre di Rubellio, decise nel 33 di dargli in moglie sua nipote Giulia Livia, figlia di Druso minore e della sorella di Germanico Livilla, che era già stata sposata nel 20 con il cugino Nerone Cesare, ormai morto in esilio a Ponza, e anche verosimilmente promessa a Seiano prima della sua caduta nel 31.
Dopo quasi vent'anni dal suo consolato, Rubellio fu infine eletto al proconsolato d'Africa, che tenne per l'anno 35/36: grazie ai proventi dei campi che restituì agli abitanti di Lepcis, di cui fu nominato patrono e in cui dedicò un sacrum a Cerere Augusta, Rubellio poté vantarsi di aver pavimentato di ciottoli tutte le via della città. Ritornato dalla provincia, Rubellio fu poi chiamato da Tiberio a far parte, tra 36 e 37, della commissione creata per valutare i danni del grande incendio del novembre 36 che distrusse l'Aventino e gran parte del Circo Massimo: la commissione era composta dai quattro mariti delle principesse imperiali, ossia Rubellio, Gneo Domizio Enobarbo (marito di Agrippina minore e console ordinario nel 32), Lucio Cassio Longino (marito di Giulia Drusilla e console ordinario nel 30) e Marco Vinicio (marito di Giulia Livilla e console ordinario sempre nel 30), e da Publio Petronio (console suffetto nel 19).
L'ultima menzione di Rubellio, ormai anziano, si ritrova in una dedica ritrovata nella natia Tibur (dove vi sono inoltre una dedica a Giunone Argiva, verosimilmente del padre, e una per il restauro da parte di Rubellio o sempre del padre, dell'altare di Iuppiter Praestes fondato da Hercules Victor) alla Diva Drusilla, titolo che permette di stabilire la datazione alla seconda metà del regno di Caligola, e in ogni caso a dopo il settembre 38: è plausibile che, data l'età avanzata, Rubellio sia morto poco dopo la dedica tiburtina, ricevendo forse, in quanto affiliato alla famiglia imperiale, un funerale di stato.

### Famiglia e discendenza

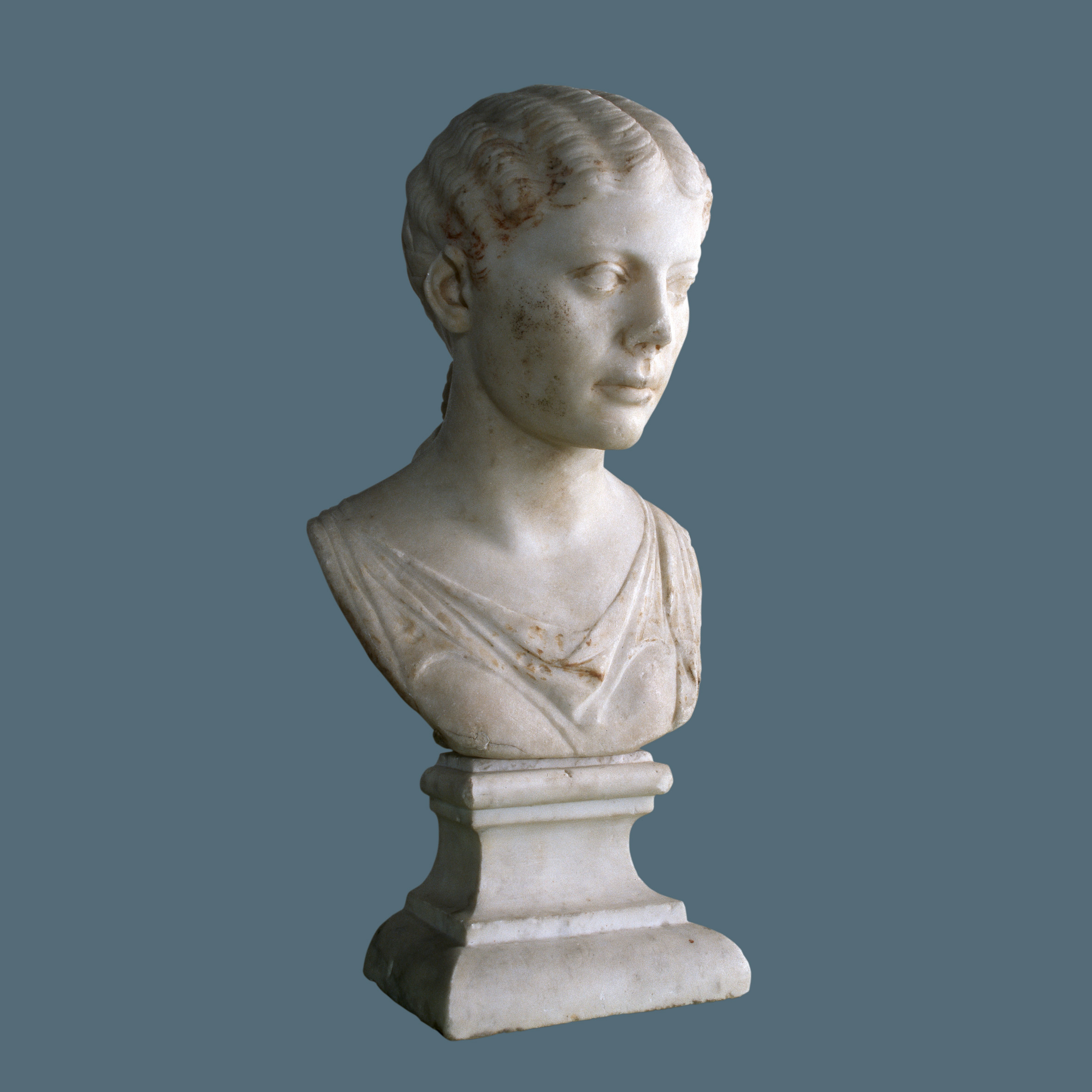
Busto marmoreo di Giulia Livia, moglie di Rubellio, inizio I sec. d.C., da Avenches (Vaud) o Colombier (Neuchâtel).

Dal primo, non documentato matrimonio di Rubellio è stato ipotizzato che sia nato il Gaio/Lucio Rubellio Blando attestato come console insieme a Gaio Annio Pollione in un anno indefinito, tradizionalmente ritenuto il 21 o il 22 o persino nei primi anni di Claudio tra 41 e 45 (qualora le prime date fossero corrette, si può congetturare anche che fosse un fratello minore di Rubellio). Secondo le teorie più recenti, però, come già si è detto sopra, il Rubellio Blando che fu console con Pollione sarebbe lo stesso Rubellio, ricoprendo il consolato nel 18: in questo caso, sicuramente più economico, un tale figlio non avrebbe più bisogno di esistere.
Dal più noto matrimonio con Giulia Livia sono invece attestati 3 figli. Rubellio Druso, nato verosimilmente tra 33 e 37, fu allevato a casa della bisnonna Antonia minore. (Sergio?) Rubellio Plauto, uomo di carattere encomiabile e studi filosofici che si ritrovò al centro delle faide tra Agrippina minore e il figlio princeps Nerone per la sua ascendenza imperiale (egli era cugino di secondo grado del princeps in quanto figli di cugine nipoti di Tiberio e bisnipoti adottive di Augusto), venne prima, nel 60, esortato, insieme alla moglie Antistia Pollitta figlia del console del 55 Lucio Antistio Vetere, a ritirarsi, verosimilmente dopo aver ricoperto solo la questura, nei possedimenti familiari in Asia e poi ucciso nel 62 con la testa mozzata riportata a Roma. Infine, Rubellio Blando, di carattere speculare al fratello Plauto, viene biasimato come rudere buono a nulla da Giovenale. Probabilmente era figlia di Rubellio e Giulia Livia anche Rubellia Bassa, andata in sposa al figlio del console suffetto del 33 Gaio Ottavio Lenate, Ottavio Lenate, e poi divenuta zia dell'imperatore Nerva e nonna del console ordinario del 131 Sergio Ottavio Lenate Ponziano.